# Cyclophora pupullaria
Cyclophora pupullaria är en fjärilsart som beskrevs av George Duryea Hulst 1896. Cyclophora pupullaria ingår i släktet Cyclophora och familjen mätare. Inga underarter finns listade i Catalogue of Life.